# تپه قره داش
تپه قره داش در شهرستان نیر، بخش مرکزی، دهستان رضا قلی قشلاق، روستای چای سقرلو واقع شده و این اثر در تاریخ ۲۷ بهمن ۱۳۸۷ با شمارهٔ ثبت ۲۴۵۳۳ به‌عنوان یکی از آثار ملی ایران به ثبت رسیده است.